# Civís
Civís és un nucli de població i una entitat municipal descentralitzada del municipi de les Valls de Valira, a l'Alt Urgell. El poble de Civís és al vessant meridional del Bony de la Caubera (de 2.051 metres) —vèrtex que és divisòria amb Andorra, a l'esquerra del riu de Civís. Hi ha l'església de Sant Romà i vora el poble, les ruïnes de la capella de Sant Bernabeu. Civís era antigament vila closa i així es documenta al Llibre Spill (1519) on se citaven les defenses d'aquest poble. Els castells de Civís i d'Aós eren dels Caboet.
Travessa els seus territoris de nord a est el riu de Civís que, en arribar a Sant Joan Fumat, gira a llevant per ser tributari de la Valira a l'altura de la Farga de Moles. L'antic castell de Civís pertanyia al vescomtat de Castellbò.

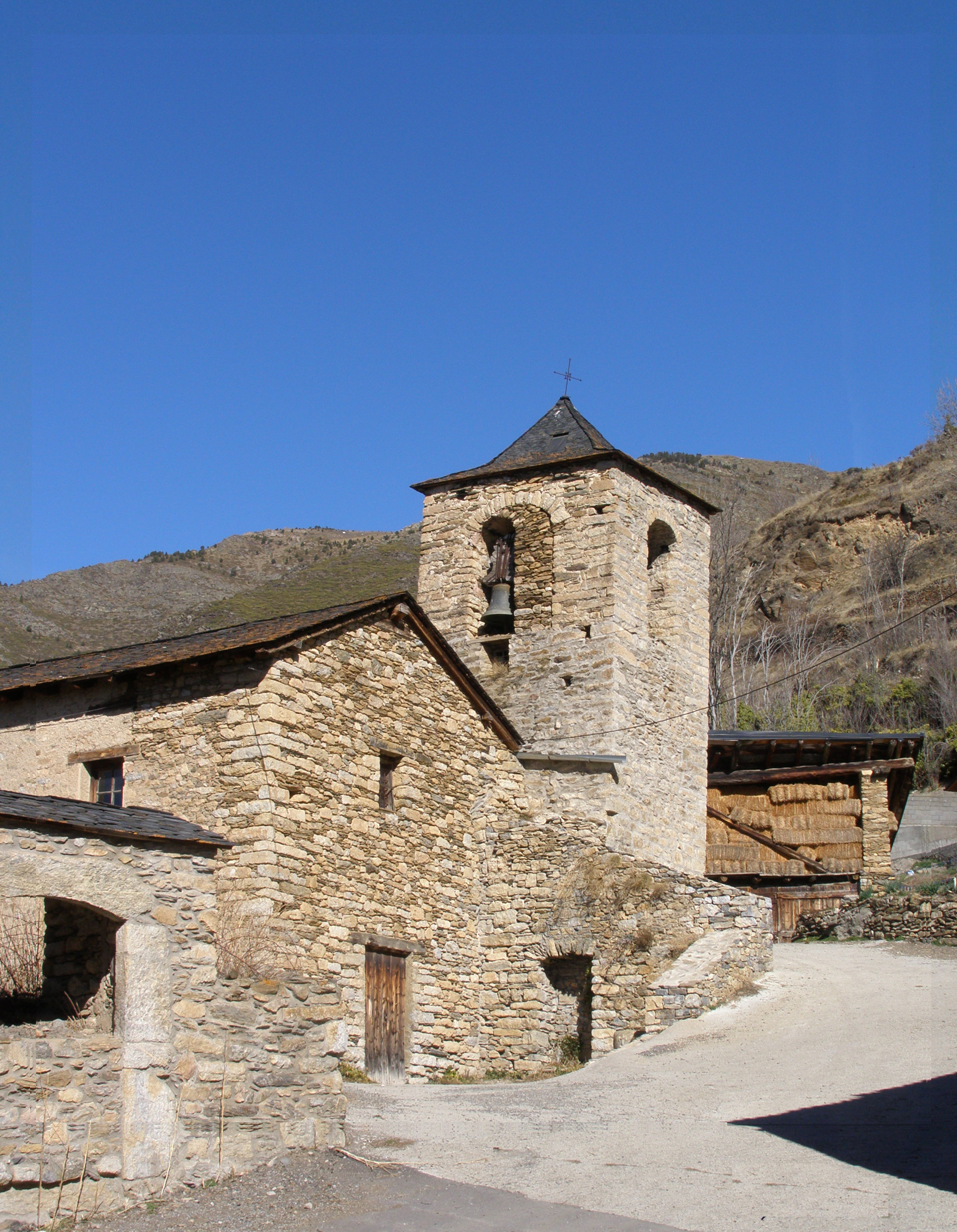
Església de Sant Romà de Civis

En les vessants de les muntanyes del poble hi ha un gran nombre de "bordes" com les de Corvassill, Vallviguera, de Mitjà, de Jussà Sobirà, de Prats, etc. i les més conegudes per tothom, les de Conflent. El topònim de Civís etimològicament té orígens preromànics. Civici, i la seva parròquia, és esmentada ja en l'Acta de Consagració de la Catedral de la Seu d'Urgell l'any 839, mentre que en altres documents que fan referència a la històrica vall de Sant Joan Fumat ens apareix amb el nom de Cevicz. La parròquia romànica de Sant Romà de Civís consta d'una sola nau amb la capçalera quadrada i dues absidioles igualment quadrades, de les quals ha desaparegut la de tramuntana en una remodelació del temple. Té la porta en el frontis, que mira a llevant, i el campanar és junt l'angle nord-est. Es tracta d'una torre de planta quadrada, amb finestrals als quatre vents en el seu tercer pis, i que es cobreix amb un teulat piramidal de pissarra.
L'antic terme de Civís, que fou municipi independent fins al 1970, també comprenia els pobles d'Argolell, Arduix, Asnurri i Os de Civís. Des d'aquella data, forma part del municipi de les Valls de Valira com a Entitat Municipal Descentralitzada.